# Liste der Monuments historiques in Le Mayet-d’École
Die Liste der Monuments historiques in Le Mayet-d’École führt die Monuments historiques in der französischen Gemeinde Le Mayet-d’École auf.

## Liste der Bauwerke
| Bezeichnung                          | Beschreibung    | Standort                 | Kennzeichnung | Schutzstatus | Datum | Bild |
| ------------------------------------ | --------------- | ------------------------ | ------------- | ------------ | ----- | ---- |
| Wegekreuz (Foto in der Base Mérimée) | 16. Jahrhundert | Route nationale 9 (Lage) | PA00093150    | Inscrit      | 1937  |      |